# Ely (Nevada)
Ely város az USA Nevada államában, White Pine megyében, melynek megyeszékhelye is. Lakosainak száma 3924 fő (2020. április 1.).

## Népesség
A település népességének változása:

| 2010 | 4 255 |
| 2020 | 3 924 |